# Zenobia
För andra betydelser, se Zenobia (olika betydelser).

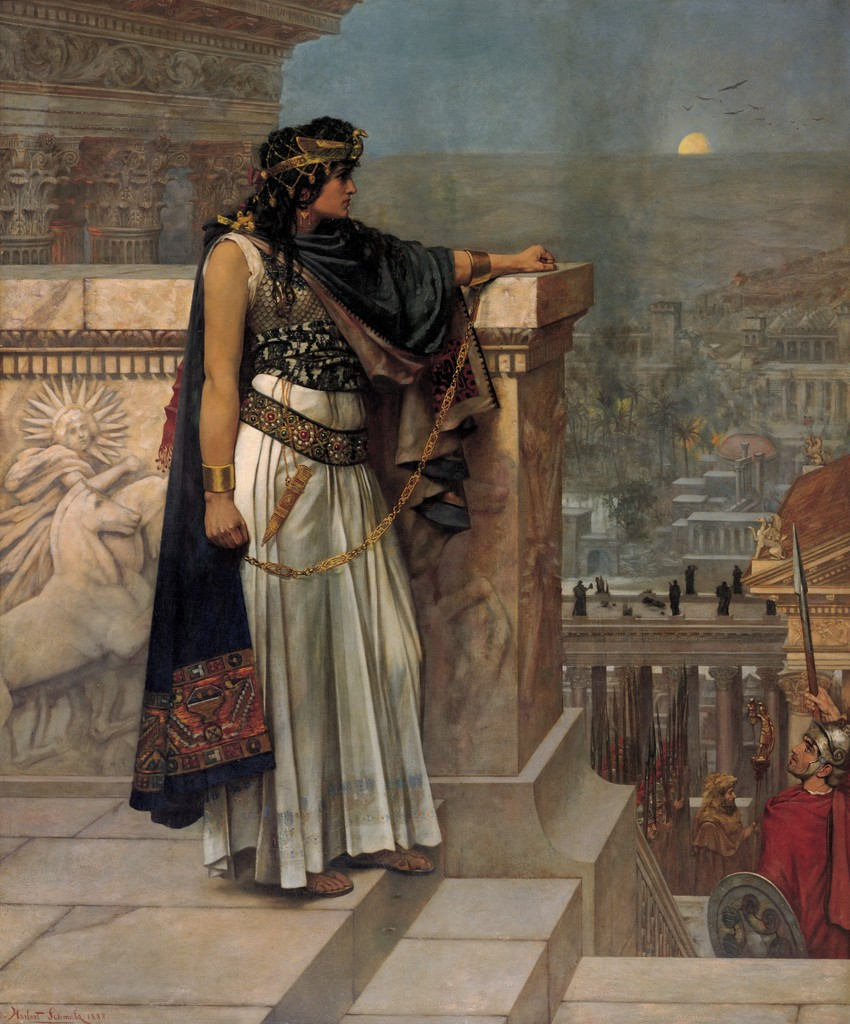
Sentida målning av Zenobia i Palmyra av Herbert Schmalz

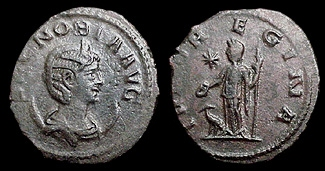
Byst av Zenobia avbildad på ett mynt, med hennes titel Augusta. Hon visas med ett diadem och en mantel på en halvmåne. På den andra (högra) sidan ses en stående avbildning av Ivno Regina, Juno, som håller en patera i högra handen, en spira i den vänstra, en påfågel vid hennes fötter och en strålande stjärna till vänster.

Iulia Aurelia Zenobia (arameiska Znwbya bat Zabbai; grekiska Ζηνοδία eller Ζηνοδίαs), känd som Xenobia eller Septimia Zenobia efter giftermålet med Lucius Septimius Odaenathus, född omkring 240 i Palmyra (Tadmor i nuvarande Syrien), död efter 274 i Rom, var drottning av Palmyra.
Efter mordet på Odaenathus år 267 övertog Zenobia regentskapet för parets minderåriga son Vaballathus. Hon behöll makens kontroll över romerska rikets östliga provinser och gjorde dem till ett självständigt rike. Hon besegrade de romerska legionerna, erövrade Egypten och  utropade sig till kejsarinna.

## Biografi
Historia Augusta är ett romerskt historieverk varifrån det mesta som är känt om Zenobia är hämtat.
Zenobia föddes och växte upp i Palmyra där Zenobias far, Amr Ibn Zarib eller Iulius Aurelius Zenobius, var en nomadisk klanledare. Hon var romersk medborgare och hennes modersmål var arameiska. Hon hävdade själv att hon var ättling till Karthagos grundare Dido och Egyptens drottning Kleopatra. Efter faderns död blev hon ledare för sin klan.
Zenobia beskrivs som mörkhyad med pärlvita tänder och svarta klara ögon. Hon skall ha haft en stark och melodiös stämma. Hon var välutbildad och talade syriska, grekiska, fornegyptiska och latin. Hon intresserade sig för historia och läste Homeros, Platon och andra grekiska författare. De enda samtida porträtten av Zenobia återfinns på några mynt och avslöjar inte mycket om hennes utseende.
Drottning Zenobia lät sonen överta faderns ställning och titlar. Hon blev accepterad av de romerska kejsarna och Palmyra fick vara i fred från romersk inblandning. Hon utvidgade sitt rike och intog Egypten 269 samt en stor del av Anatolien i Mindre Asien. År 270 förklarade hon rikets självständighet från romarriket.
Kejsar Aurelianus gick i krig mot Zenobia 271 och återtog Anatolien samt besegrade Palmyras styrkor vid Antiokia och Emesa 272. Zenobia tillfångatogs och fördes till Rom där hon visades upp i Aurelianus triumftåg. Det är osäkert vad som hände med henne efter det och många versioner finns beträffande hennes vidare öde. Efter en revolt 273 i Palmyra förstörde romarna staden.

## Utmärkelser
- Nedslagskratern Zenobia på planeten Venus är uppkallad efter henne.[4]